# Greta Freist
Margaretha Maria Josefa „Greta“ Freist (21. Juli 1904 in Weikersdorf – 18. September 1993 in Paris) war eine österreichische Malerin und Grafikerin.

## Leben und Werk
Freist besuchte die Malschule Fröhlich in Wien und studierte 1924–1930 an der Akademie der bildenden Künste bei Rudolf Bacher und Rudolf Jettmar. Sie war freischaffend als Malerin, Graphikerin, Restauratorin, Keramikerin und Stoffmalerin tätig und arbeitete gemeinsam mit ihrem Studienkollegen und Lebenspartner Gottfried Goebel. Die beiden wohnten mit Heimito von Doderer in einem Atelier in der Hartäckerstraße in Döbling, das auch zu einem literarischen Treffpunkt wurde. Unter anderem verkehrten dort Elias Canetti und Otto Basil.
Mit Goebel emigrierte sie 1936 (oder 1937) nach Paris, wo es zur ersten Ausstellung im Salon d’Automne kam. Die Emigration nach Frankreich war nicht in erster Linie politisch motiviert. Während der Kriegsjahre wurde ihr Partner Goebel interniert und Freist mehrfach wegen Schwarzmarkthandels verhaftet. Nach dem Krieg wurde 1950 in ihrem Atelier die französische Sektion des Internationalen Art Club gegründet. Die Künstlerin durchlebte viele Stilrichtungen, so ist ihr Frühwerk von einem magisch gefärbten Realismus geprägt. Von etwa 1949 bis 1967 malte sie abstrakt. Nach einer inspirierenden Spanienreise wandte sie sich wieder einer figurativen, phantastischen Malweise zu, verbunden mit einer zeitkritischen Aussage: Sie wollte die Entmenschlichung der Welt zum Ausdruck bringen. Von 1988 bis zu ihrem Tod widmete sie sich wieder der Abstraktion. Freist starb 1993 in Paris.

## Ausstellungen (Auswahl)
Das Kulturamt der Stadt Wien widmete Freist 1961 eine Einzelausstellung, 1991 zeigte das Niederösterreichische Landesmuseum eine große Personale der Künstlerin.
- 2024/2025: Radikal! Künstlerinnen* und Moderne 1910–1950. Museum Arnhem, Saarlandmuseum, Österreichische Galerie Belvedere
- 2021: Aufbrüche. Künstlerinnen des Art Club, Landesgalerie Niederösterreich (Gruppenausstellung)
- 2019: Stadt der Frauen. Künstlerinnen in Wien von 1900 bis 1938, Belvedere (Gruppenausstellung)
- 2018: Kunst-Kontroversen. Steirische Positionen 1945–1967, Neue Galerie Graz (Gruppenausstellung)
- 2011: Greta Freist: Die Malerin Greta Freist – Eine Pariserin aus Österreich, Galerie bei der Albertina, Zetter, Wien.
- 2007: Wien-Paris. Van Gogh, Cézanne und Österreichs Moderne 1880–1960, Belvedere
- 2007: Zwischen den Kriegen – Österreichische Künstler 1918–1938, Leopold Museum (Gruppenausstellung)
- 2006: Körper, Gesicht & Seele. Frauenbilder vom 16. bis zum 21. Jahrhundert, Leopold Museum (Gruppenausstellung)
- 2006: 3 Generationen – 3 Regionen. Künstlerinnen aus Wien – Niederösterreich – Burgenland, Burg Schlaining
- 2005: Das neue Österreich. Die Ausstellung zum Staatsvertragsjubiläum 1955/2005, Belvedere
- 2005: Ars pigendi. Meisterwerke österreichischer Malerei seit 1900 aus der Sammlung der Neuen Galerie Graz, Neue Galerie Graz
- 2003: Gruppenausstellung Mimosen-Rosen-Herbstzeitlosen. Künstlerinnen. Positionen 1945 bis Heute, Kunsthalle Krems
- 1999: Das Jahrhundert der Frauen, Bank Austria Kunstforum Wien
- 1992: Zu Papier gebracht. Wiener Kunst seit 1945, Museum auf Abruf, Wien, Aquarell
- 1991: Ins Licht gerückt, Museum auf Abruf, Wien, Malerei
- 1991: Greta Freist. Malerei und Graphik, Blau-Gelbe Galerie, Niederösterreichisches Landesmuseum (Einzelausstellung), Malerei
- 1991: Greta Freist. Arbeiten auf Papier von 1949–1955, Galerie bei der Albertina (Einzelausstellung), Wien
- 1988: Pic ups, Galerie Steinek (Gruppenausstellung), Wien
- 1976: Einzelausstellung Galerie Peithner-Lichtenfels, Wien
- 1972: Ausstellung Künstlergruppe Der Kreis, Künstlerhaus Wien
- 1961: Einzelausstellung Kulturamt der Stadt Wien
- 1959: Gruppenausstellung in der Galerie Inge Ahlers, Mannheim
- 1956: Gruppenausstellung Querschnitt in der Wiener Secession
- zahlreiche Ausstellungen in Paris
- vor dem Zweiten Weltkrieg: Ausstellungen des Hagenbundes[4]